# Zwei wie Paul und Caroline
Zwei wie Paul und Caroline ist eine dreiteilige deutsche Fernseh-Miniserie aus dem Jahr 1993.

## Handlung
Paul ist ein Selfmademan, der sich nach oben geboxt hat, Caroline kommt aus einer wohlhabenden Familie. Beide wohnen als Liebespaar in einer prächtigen Wohnung in Berlin, wo es immer wieder zu Auseinandersetzungen wegen ihrer unterschiedlichen Herkunft kommt.
Sie sind ein Paar, auch wenn sie sich sehr unterscheiden. Er ist Gesundheitsfanatiker, ihr ist der Cholesterinspiegel egal. Er liebt die Natur, sie die Kunst. Die Geschichten aus dem Alltag des jungen Paares kreisen um die Uralt-Themen Liebe, Eifersucht, Eigensinn, Anpassung, Krach, Versöhnung. Bei einem Streit erfährt Paul, dass sie ihre gemeinsame Wohnung nur Carolines Vater und dessen guten Verbindungen zu verdanken haben und zieht daraufhin aus.

## Produktion
Die Serie wurde von Ziegler Film für das ZDF produziert und vom 13. November bis zum 27. November 1993 jeweils samstags erstausgestrahlt und 1995 wiederholt.